# Luigi Malvezzi
Luigi Malvezzi (Vicenza, 1º febbraio 1884 – Roma, 24 agosto 1943) è stato un militare e ingegnere italiano, particolarmente distintosi nel corso della prima guerra mondiale dove fu decorato con la Croce di Cavaliere dell'Ordine militare di Savoia, una Medaglia d'argento e due di bronzo al valor militare.

## Biografia
Nacque a Vicenza il 1º febbraio 1884, all'interno di una nobile famiglia. Laureatosi in ingegneria industriale meccanica presso il Politecnico di Milano, si appassionò alla montagna e nel 1910 fu il primo vicentino a divenire Accademico del Club Alpino Italiano per aver compiuto, in quell’anno, una ascensione sul Monte Cervino.
Per tre anni lavorò poi in Eritrea, Africa orientale, impegnato nella costruzione della ferrovia Asmara-Cheren.
Dopo l'entrata in guerra del Regno d'Italia, avvenuta il 24 maggio 1915, si arruolò volontario nel Regio Esercito in qualità di sottotenente di complemento, assegnato al corpo degli alpini. In forza al V Gruppo alpini venne inviato al fronte sulle Tofane.
Il 17 marzo 1916 fu decorato con una Medaglia d'argento al valor militare per aver salvato quattro alpini travolti da valanga in una regione montana difficile e resa pericolosa dal tiro nemico.
Promosso tenente venne incaricato, insieme al sottotenente Eugenio Tissi, di portare a termine una galleria di mina sul Castelletto delle Tofane. Sostituito Tissi, rimasto ferito in combattimento, con il perito industriale Mario Cadorin, la galleria fu portata e termine e fatta esplodere l'11 luglio 1916 causando la morte di 150 soldati austro-ungarici. Ciò gli valse la concessione della Croce di Cavaliere dell'Ordine militare di Savoia.
In seguito fu incaricato di scavare una nuova galleria di mina sul Piccolo Lagazuoi, che dopo 5 mesi di duro lavoro fu fatta esplodere il 20 giugno 1917. Per questo fatto fu decorato con una Medaglia di bronzo al valor militare. In servizio sul fronte dell'Isonzo con la Milizia Territoriale presso il Battaglione alpini "Belluno" del 7º Reggimento alpini, tra il 19 e il 27 agosto 1917, trasferì di notte e a poca distanza dalle linee nemiche, i materiali da ponte necessari per il passaggio del fiume Isonzo, superando anche le gravi difficoltà dovute alla conformazione del terreno. 
Dopo il passaggio del fiume combatté valorosamente per nove giorni partecipando a tutti i combattimenti più sanguinosi al seguito delle colonne d'attacco. Per il suo comportamento venne insignito di una seconda Medaglia d'argento al valor militare. 
Dopo la fine della guerra la Società Geografica Italiana lo mandò in Amazzonia, dove compì anche un’ascensione sul Monte Chimborazo alto 6.310 metri.
Mandato nuovamente in Brasile, lavorò nel Mato Grosso alla ricerca di speciale legname per le costruzioni industriali.
Si spense a Roma il 24 agosto 1943.